# Neoceratodontidae
De Neoceratodontidae zijn een familie van longvissen die de bestaande Australische longvis en verschillende uitgestorven geslachten bevatten. Neoceratodontidae en Lepidosirenidae vertegenwoordigen de enige nog bestaande longvissenfamilies.
De familie werd in 1977 benoemd door Miles.
De klade Neoceratodontidae werd in 2017 gedefinieerd als de groep bestaande uit Neoceratodus en alle taxa nauwer verwant aan Neoceratodus dan aan Lepidosiren, Gnathorhiza, Ferganoceratodus en Sagenodus.
Een niet-ambigue synapomorfie is het bezit van een 'hiel' op de achterste tandplaat.
De geologisch oudste Fossielen uit deze familie zijn gevonden in sedimenten uit het Trias van Kirgizië, maar fylogenetisch bewijs geeft aan dat de groep veel eerder ontstond tegen het einde van het Carboon. Ondanks hun naam zijn ze in feite basaal voor het verwante geslacht Ceratodus (en splitsten zich dus af dus uiteen voordat Ceratodus dat deed), in plaats van omgekeerd.